# Hesselbach (Oberkirch)
Hesselbach  ist Teil des Ortsteils Butschbach der Stadt Oberkirch im Ortenaukreis in Baden-Württemberg.

## Geschichte
Erstmals wurde Hesselbach als Haselbach 1196 erwähnt. Weitere historische Ortsnamen waren Heselenbach, Heselnbach und Hesselbachl. Die erstmalige Erwähnung als Hesselbach stammt von 1475. Hesselbach ist ein Wohnplatz.
Hesselbach war bis 1837 eine selbständige Gemeinde, die zunächst zur Grundherrschaft der Staufenberger und dann seit 1660 zur bischöflich-straßburgischen Herrschaft Oberkirch gehörte.
Der Ort Hesselbach liegt am oberen südöstlichen Ende des Hesselbachtals unterhalb des 436,2 m hohen Geigerskopfs. Die Kapelle St. Josef wurde in 1877 in Hesselbach erbaut.
Der dem Tal und der Gemeinde namensgebende Hesselbach ist ein linker Zufluss der Rench.

## Ortsteile
Zu Hesselbach gehören nach Ludwig Heizman in Der Amtsbezirk Oberkirch in Vergangenheit und Gegenwart:
- Albersbach
- Bottenauer Eck
- Bei der Bildeiche
- Laibacher Eck
- Schafhof
- Schneckenhalde, über die der Kandelhöhenweg führt.

## Grube Hesselbach
In der Grube Hesselbach wurde früher Flussspat (Fluorit) und Schwerspat (Baryt) gewonnen. Heute gibt es noch aufgelassene Haldenreste.